# Southampton
Pour les articles homonymes, voir Southampton (homonymie).
Southampton [saʊθˈ(h)æmptən]  est une ville portuaire majeure de 250 000 habitants, située sur la côte sud de l’Angleterre. C'est la plus grande ville du Hampshire, devant Portsmouth. Elle a le statut de cité et relève d’une autorité locale unique.
Comme d’autres villes anglaises, Southampton a été gravement endommagée par les bombardements allemands de la Luftwaffe pendant la Seconde Guerre mondiale, et la majeure partie de la cité a été détruite. Le mur de l’enceinte médiévale et son entrée monumentale, connue sous le nom de Bargate, au nord de l’ancienne cité, ont été épargnés. Cette porte est souvent utilisée comme le symbole de Southampton.

## Géographie
Southampton se trouve au fond d'un estuaire baptisé Southampton Water dont l'embouchure se trouve derrière l'île de Wight, ainsi qu'à la confluence des fleuves Test et Itchen.
Elle est également la cité la plus proche du parc national New Forest.

## Histoire

### Période romaine
Bien que des campements remontant à l’Âge de pierre aient été mis au jour dans la zone, il semble que les premières installations permanentes aient été établies par les Romains. Connue comme Clausentum, c’était alors un port de commerce important pour les grandes cités romaines de Winchester et de Salisbury.

### Moyen Âge
Au haut Moyen Âge, une nouvelle ville est fondée sur l'autre rive de l'Itchen, dans l'actuel quartier St Mary. Cette ville s'appelle Hamwic ou Hamtun, ce deuxième nom étant à l'origine du nom de Southampton. Cette fondation prend vraisemblablement place sous le règne du roi des Saxons de l'Ouest Ine (688/689-726). Hamwic devient par la suite le principal emporium du royaume des Saxons de l'Ouest, avec une population estimée à plusieurs milliers d'individus au début du VIIIe siècle. Victime d'un raid viking en 840 ou 842, la ville de Hamwic décline. Au début du Xe siècle, elle est supplantée par une nouvelle ville, fortifiée cette fois, qui constitue le noyau de la ville médiévale ultérieure.
La prospérité de la ville a été assurée après la conquête normande, en 1066, quand Southampton est devenu le principal port de transit de biens entre Winchester, alors capitale de l’Angleterre, et la Normandie.
Au XIIIe siècle, Southampton développe particulièrement son activité dans le commerce de la laine. La Wool House, le plus vieux bâtiment conservé de Southampton, a ainsi été construit en 1417 comme entrepôt pour l’échange de la laine avec la Flandre et l’Italie. Le bâtiment, situé près des quais, abrite maintenant le musée maritime. C’est également au Moyen Âge que la construction navale prend son essor à Southampton pour y jouer pendant plusieurs siècles un rôle important.
La guerre de Cent Ans marque fortement la ville. En 1339, Southampton est détruite par une attaque de la marine française. En 1377, le port est de nouveau pris et pillé, cette fois par les navires de Jean de Vienne et du génois Grimaldi (ce dernier utilise son butin pour participer à la fondation de la principauté de Monaco). Après cette attaque, la cité se dote d’un puissant mur d’enceinte, avec vingt-neuf tours de garde et sept portes d'entrée. Ses ruines peuvent encore être vues aujourd'hui : près de la moitié a été sauvegardée. Elles représentent les seconds vestiges les plus importants d’enceintes médiévales en Angleterre, après la longue enceinte de York. Les remparts incluent la God's House Tower, construite en 1417, qui a été le premier élément militaire en Angleterre destiné spécifiquement à l’accueil de pièces d’artillerie. C’est devenu le musée d’archéologie.
En 1415, peu avant le départ du roi Henri V pour attaquer la France (bataille d’Azincourt), un complot visant à assassiner le monarque est déjoué à Southampton. Les conspirateurs ont été exécutés à Bargate.

### Histoire moderne
C'est à Southampton que le tristement célèbre paquebot Titanic fit sa première escale le 10 avril 1912 et embarqua avec lui environ 2 000 passagers. La Seconde Guerre mondiale a frappé particulièrement Southampton, en raison de son importance stratégique en tant que principale cité industrielle de la côte sud. Quelques poches d’architecture géorgienne subsistent, mais la plus grande partie de la cité a été rasée.

## Ville maritime
Comme le montre son histoire, Southampton a eu, dès sa création, un lien majeur avec la mer et le commerce maritime et de passagers. La voile est ainsi un loisir développé, notamment autour de Ocean Village, la marina locale, qui héberge l’un des complexes de loisirs les plus importants de la côte sud.
Southampton fut ainsi le point de départ des pèlerins du Mayflower pour l’Amérique. Un mémorial en témoigne à Town Quay.
Depuis la première moitié du XXe siècle, et notamment dans la période de l’entre-deux-guerres, Southampton a renforcé cette vocation de port d’escale de navires passagers. Ainsi, avant la Seconde Guerre mondiale, le port assurait presque la moitié de cette activité à partir de l’Angleterre. Tout comme la plupart des plus luxueux transatlantiques de son époque, le Titanic a appareillé de Southampton pour son premier et dernier voyage. Plusieurs stèles témoignent de son histoire et rendent hommage à son équipage et aux victimes.
Southampton reste l’un des principaux ports de la Grande-Bretagne. Il est particulièrement actif dans l'accueil des porte-conteneurs et des navires de croisière prestigieux. Avec le Queen Mary 2, dernier paquebot transatlantique, la Cunard Line relie encore regulièrement la ville anglaise à New York.

## Gouvernement
La ville est administrée par un conseil de ville de 48 membres élus. Un chef du conseil est élu chaque année. Le chef établit un cabinet en choisissant des membres du conseil. Un maire et un shérif chapeautent l'administration municipale à Southampton. Actuellement le maire est Les Harris, il est le 795e maire de la ville. Le shérif pour sa part est le 580e de la ville. Son nom est Stephen Barnes-Andrews.

## Curiosités touristiques

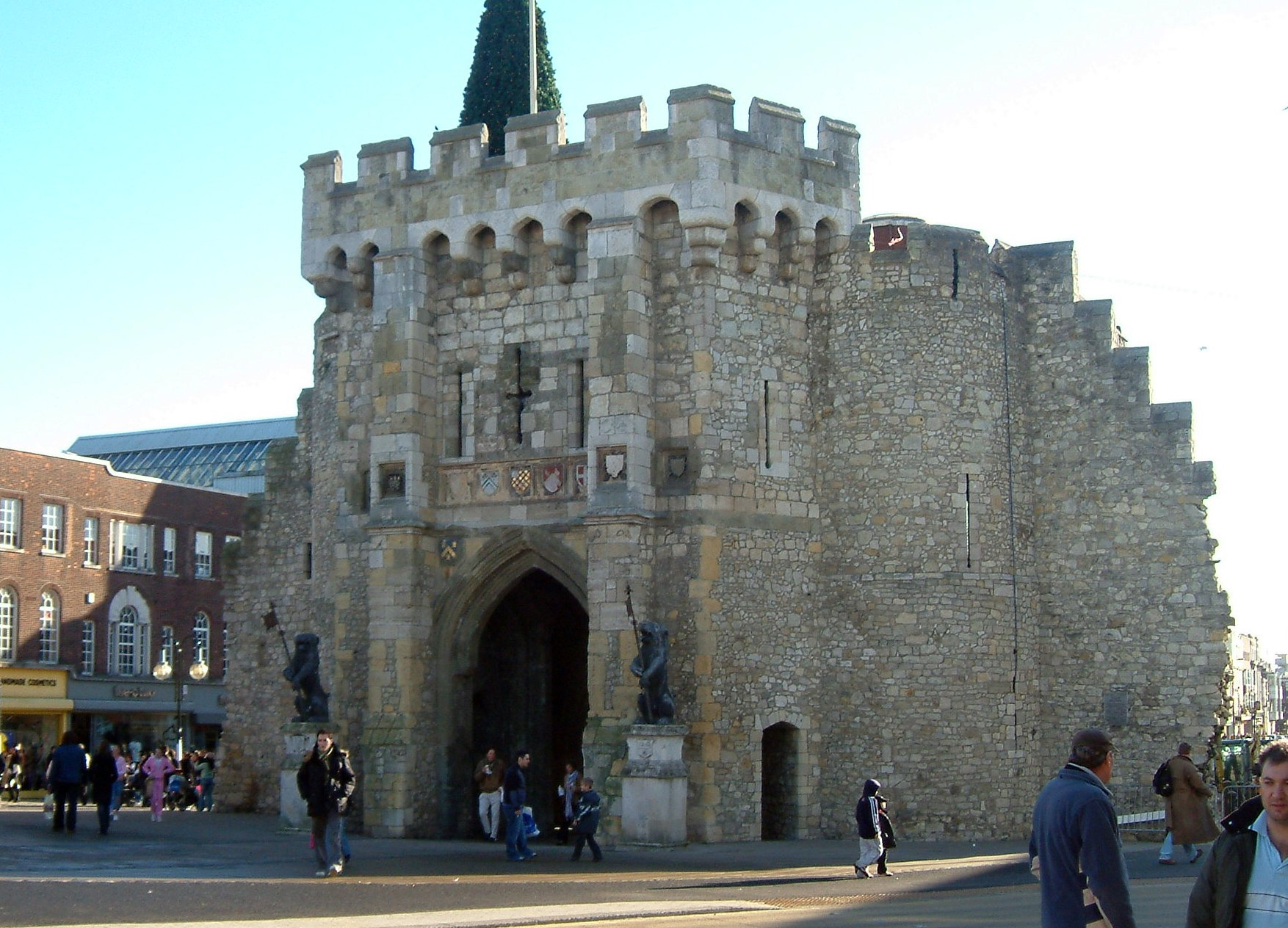
La Porte Bargate.
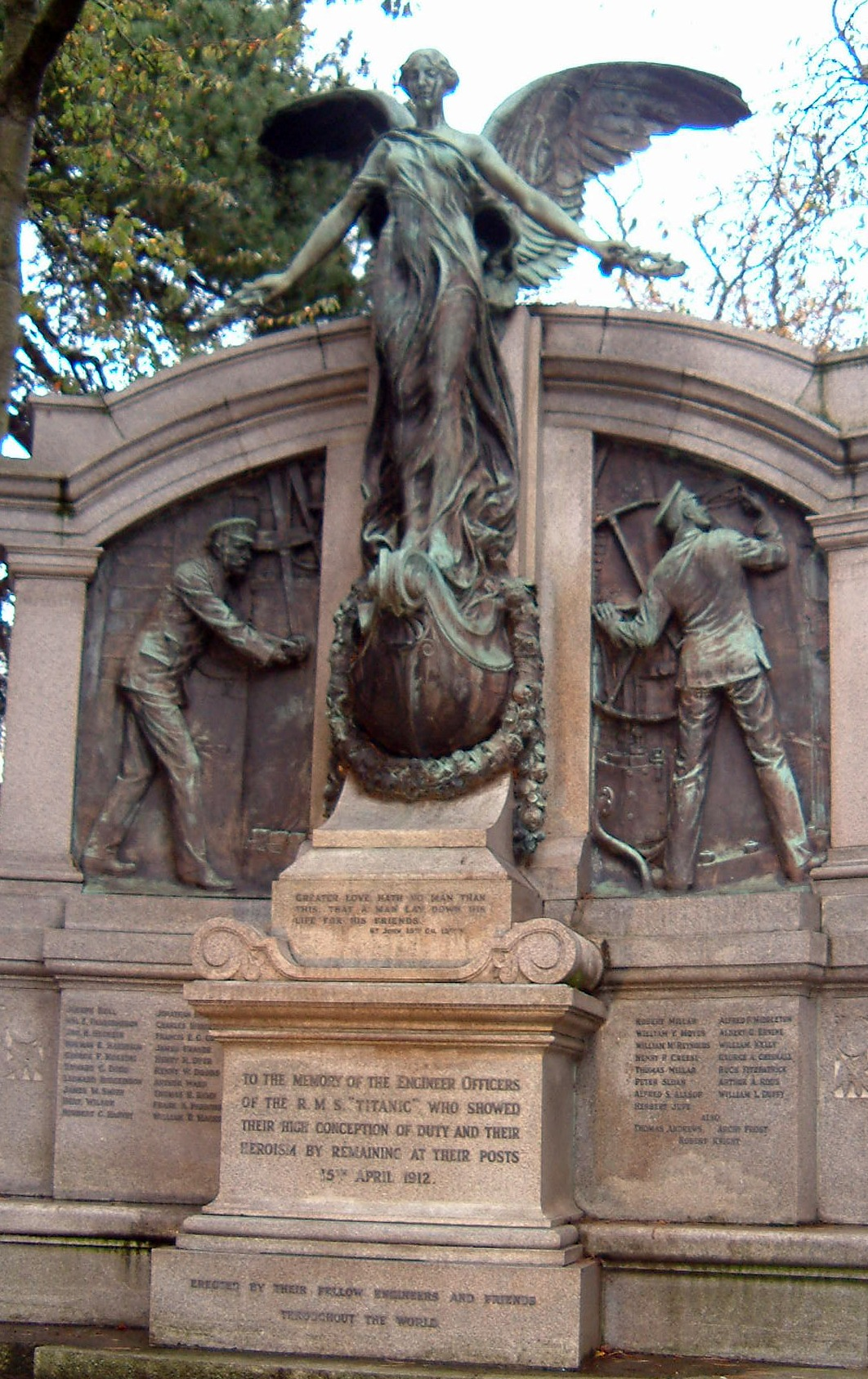
Le mémorial du Titanic.
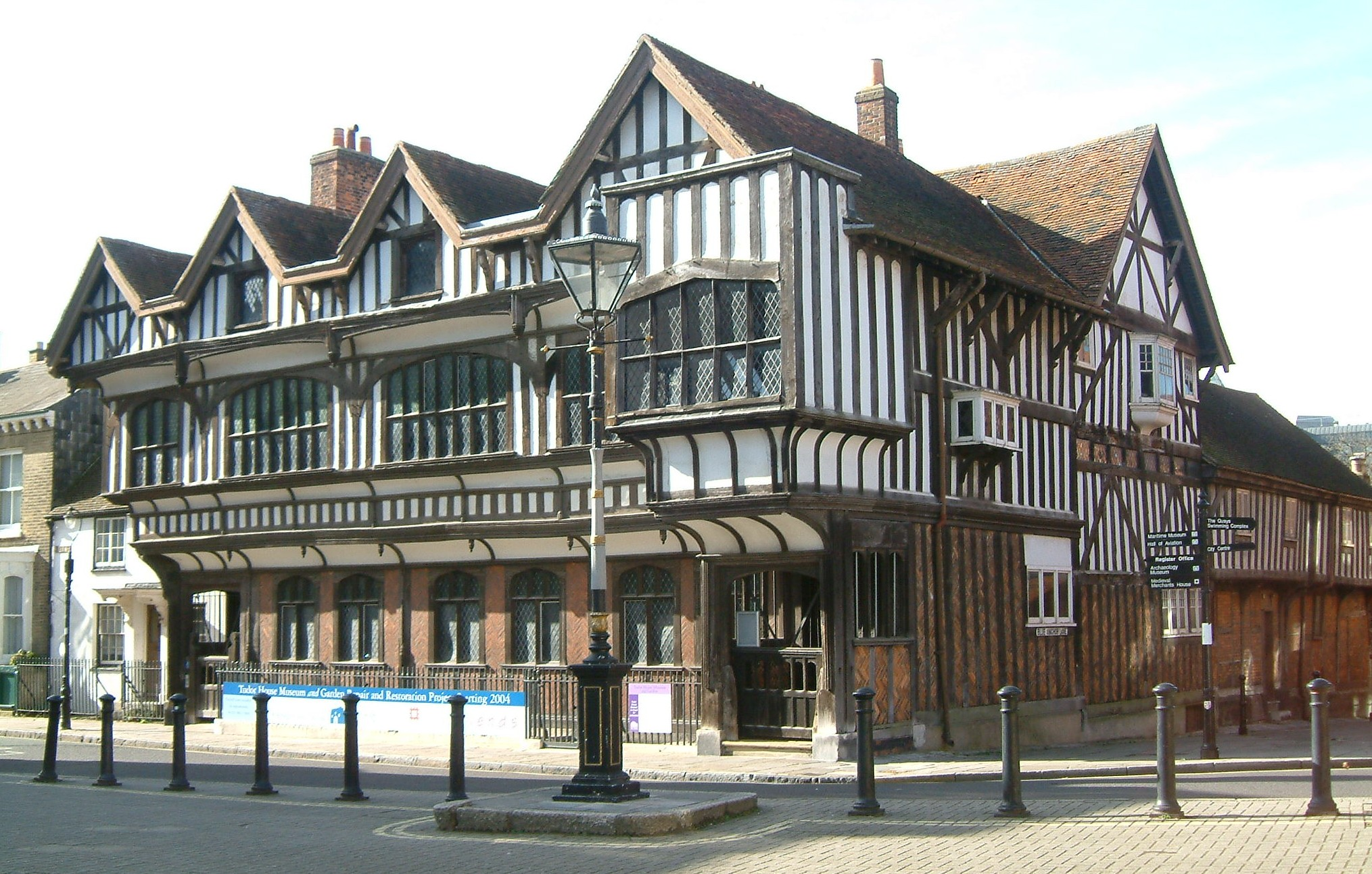
La maison Tudor.

### La vieille ville
L'impressionnante porte nord, Bargate, construite aux alentours de 1180, fut flanquée de ses grandes tours vers 1285 et son imposante façade nord fut ajoutée au XVe siècle. Le mur d’enceinte ouest, qui fait partie des anciennes fortifications, surplombe avec éclat la Western Esplanade, qui jadis longeait la baie de Southampton.

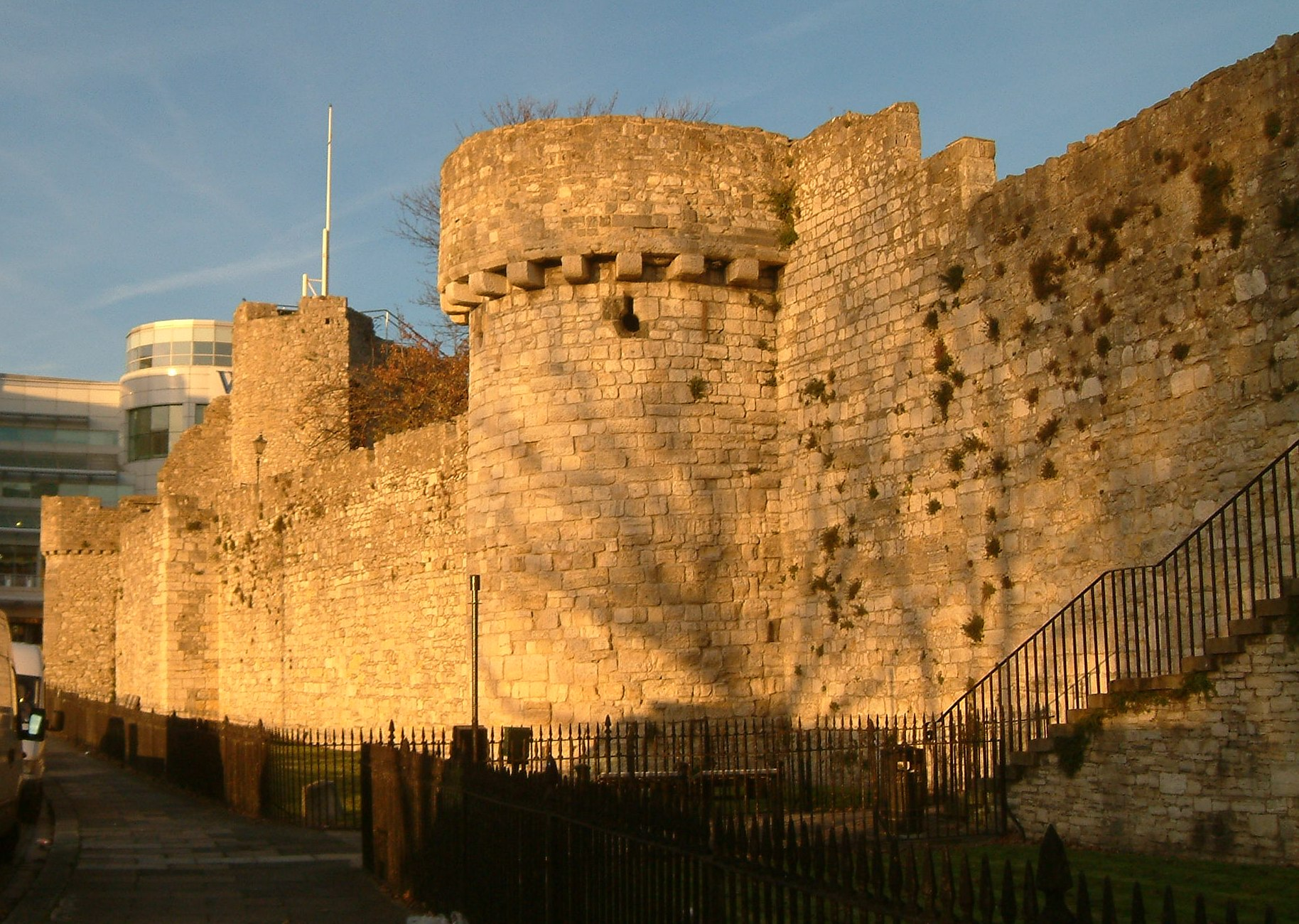
L'enceinte médiévale.

### Parcs
Les parcs et espaces verts sont nombreux dans le centre-ville. Le plus vaste est Southampton Common, où se trouve le Wildlife Centre, sur l’ancien site du zoo de Southampton.
- East (Andrews) Park
- West (Watts) Park
- Hoglands Parks
- Queens Park
- Houndwell Park
- Palmerston Park

### Monuments historiques
- la porte Bargate
- le mur d’enceinte médiéval
- les différentes stèles concernant le Titanic
- la maison de marchand médiéval
- le parcours "Walk the Walls"
- Holyrood Church, bombardée en décembre 1940, est conservée comme mémorial de la marine marchande pour la Seconde Guerre mondiale.
- la Tour Catchold (XVe siècle), avec ses mâchicoulis
- la Tour God's House (XIIIe siècle)
- la maison Tudor
- l'église St-Michael

### Musées
- La bibliothèque et la galerie d’art au Civic Centre.
- le musée archéologique
- le musée maritime
- le musée de l’aviation Solent, avec notamment la production du Spitfire dessiné par RJ Mitchell.
- la galerie John Hansard
- la galerie Millais

## Éducation
La ville possède deux universités, l’Université de Southampton, récemment classée 13e université du Royaume-Uni par le journal The Guardian, ainsi que la plus récente Université Solent. Southampton est devenu ces dernières années un pôle commercial majeur de la côte, avec l’implantation de plusieurs centres commerciaux de grande taille, tel le West Quay Shopping Centre, qui regroupe une centaine de boutiques.

## Économie
La Chambre de commerce de Hampshire est une chambre de commerce qui dessert la ville de Southampton et plusieurs autres de la région. La Chambre appartient et est dirigée par des entreprises locales de tous les secteurs et de toutes les tailles. La Chambre est indépendante et sans but lucratif. 1 700 membres composent la Chambre. Enfin des comités politiques, dont le comité de la ville de Southampton, font également partie de la Chambre.

## Gastronomie
À Southampton on retrouve des bars populaires, des pubs thématiques, des cafés et des restaurants raffinés.

## Transport

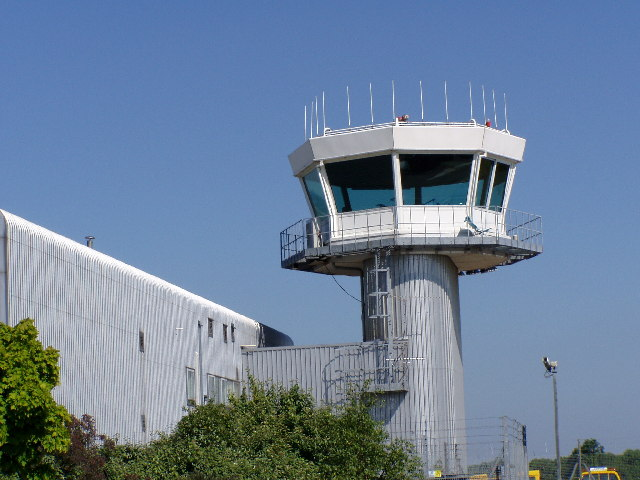
Tour de contrôle de l'aéroport.

### Aéroport
La ville est desservie par l'aéroport international de Southampton.

### Port

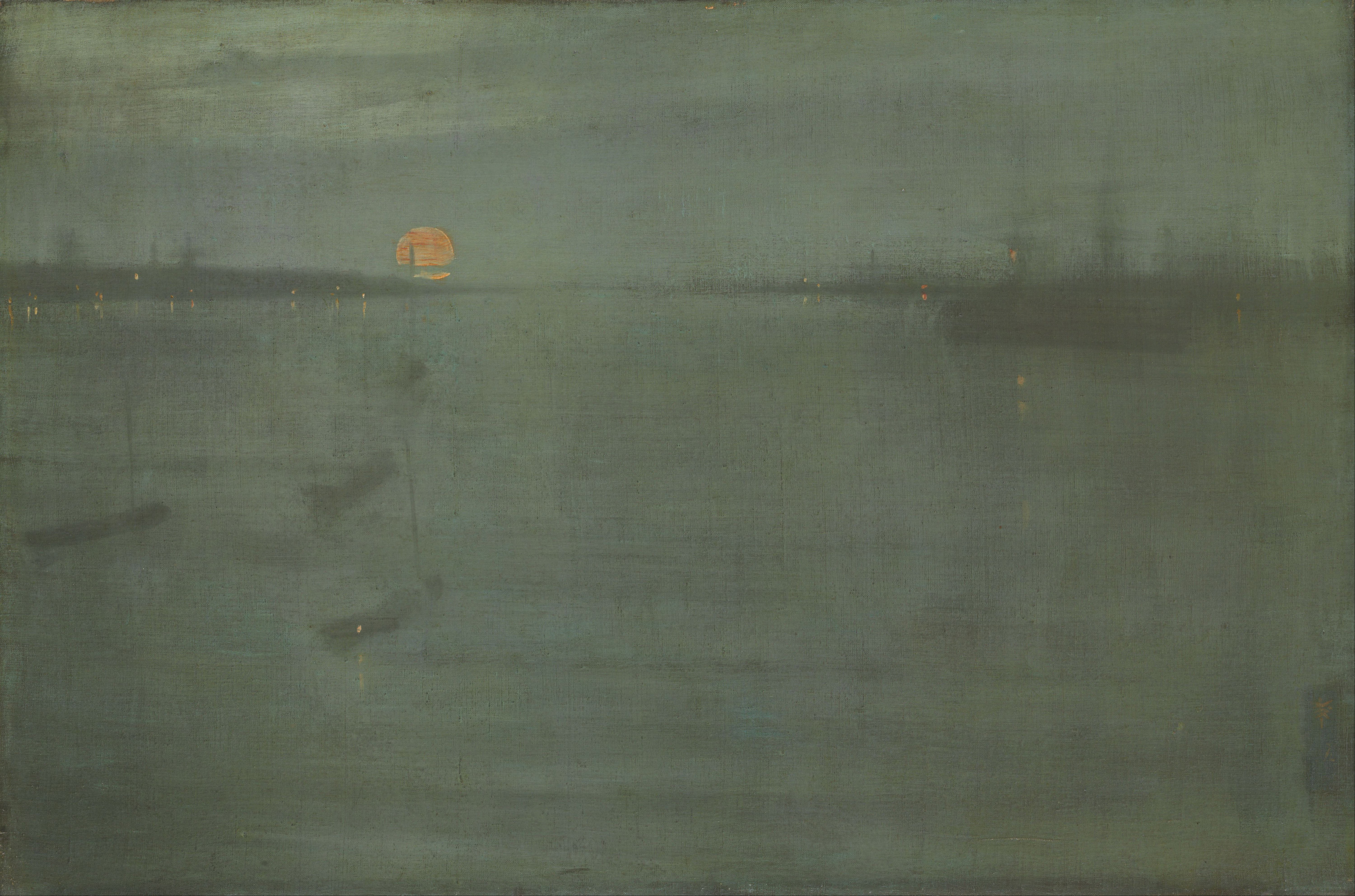
Nocturne: Blue and Gold-Southampton Water (Eau bleue et dorée de Southampton)
Whistler 1872
Art Institute of Chicago

Dans le tableau Nocturne: Blue and Gold—Southampton Water de Whistler en 1872, les grands navires de transport apparaissent comme des formes fantomatiques, réduites à des formes d'ombre par le crépuscule qui s'approfondit, tandis que les seuls points de luminosité proviennent des reflets subtils des lumières et de l'orbe fragmenté de la lune. Le décor sert donc principalement de véhicule à l’intérêt de Whistler pour les harmonies tonales de l’obscurité.

## Célébrités
- James Oliver Preston : (1596-1676) : marin et militaire anglais, né à Southampton
- Philippe de Carteret (1733-1796), navigateur, mort à Southampton
- John Everett Millais (1829-1896), peintre préraphaélite né à Southampton
- Reginald Mitchell (1895-1937), directeur technique de Vickers-Supermarine, concepteur du Supermarine Spitfire, mort à Southampton[11]
- Benny Hill (1924-1992), acteur comique, né à Southampton
- Ken Russell (1927-2011), réalisateur de cinéma, né à Southampton
- Jona Lewie (1947-), chanteur
- Brian May (1947-), guitariste du groupe Queen, vit à Southampton
- Francis Benali (1968-), footballeur né à Southampton et ayant effectué 20 saisons au Southampton FC
- Dave Pen (1977-), chanteur, guitariste du groupe Archive et fondateur du groupe Birdpen vit à Southampton
- Will Champion (1978-), batteur du groupe Coldplay, né à Southampton
- Rishi Sunak (1980-), homme politique britannique, né à Southampton.
- Wayne Bridge (1980-), ancien joueur de football du Manchester City et de l'équipe d'Angleterre de football
- Craig David (1981-), chanteur de R'n'B
- Laurel (1994-), chanteuse, guitariste et compositrice, née à Southampton
- Kenya Grace (née vers 1998), auteure-compositrice-interprète et productrice ayant grandi à Southampton

## Sports
- Football : Southampton FC
- Southampton abrite le plus ancien terrain de boulingrin du monde, il est utilisé depuis 1299[12].

## Jumelages
La ville de Southampton est jumelée avec :
- Qingdao (Chine)
- Le Havre (France)
- Rems Murr (Allemagne)
- Trieste (Italie) depuis 2003
- Kaliningrad (Russie)
- Terre-Neuve (Canada)
- Szczecin (Pologne)

## Southampton dans la littérature
- Southampton est la ville où se déroule la nouvelle de Guillaume Apollinaire, Le Matelot d'Amsterdam[14].